# Dina Garipova
Pour les articles homonymes, voir Garipova.
Dina Garipova (Дина Фагимовна Гарипова en russe), née le 25 mars 1991 à Zelenodolsk au Tatarstan, en URSS (actuellement en Russie), est une chanteuse russe.

## Biographie
En 2012, Dina remporte la première édition de Golos, l'adaptation russe de l'émission The Voice.
Le 19 février 2013, elle est choisie pour représenter la Russie au Concours Eurovision de la chanson 2013 à Malmö, en Suède avec la chanson What If (Et si ?). Elle termine 5e de cette compétition.